# Peter Lloyd (Turner)
Peter Clarence Lloyd  (* 22. September 1949) ist ein australischer Turnsportler.
Lloyd startete für den Collegians Gymnastics Club in Melbourne und konnte sich in der australischen Mannschaft für die Teilnahme an den olympischen Turnwettbewerben 1972 in München und 1976 in Montreal jeweils im Geräte- und im Bodenturnen qualifizieren. 
1972 nahm er am Wettbewerb im Einzelmehrkampf (92. Platz), am Barren (105. Platz), im Bodenturnen (68. Platz), am Pferdsprung (54. Platz), am Reck (85. Platz), an den Ringen (98. Platz) und am Seitpferd (90. Platz) teil. Er konnte sich bis auf den Wettbewerb am Barren durchwegs besser als sein Mannschaftskamerad Ian Clarke platzieren, insgesamt landete er jedoch mit der besten Platzierung am Pferdsprung (Rang 54) auf den hinteren Rängen. 
1976 war Philip Cheetham sein Mitstreiter in der australischen Turnmannschaft, den er ebenfalls im Mannschaftswettbewerb schlagen konnte. Seine beste Platzierung erzielte er diesmal mit Rang 56 am Barren, im Einzelmehrkampf verbesserte er sich auf Platz 81.